# Satiah
| N12 | G39 | t |

| N12 | G39 | t |

Satiah (také Sitiah, Sitioh; “Dcera Měsíce”) byla královnou starověkého Egypta a Velkou královskou manželkou faraona Thutmose III.

## Rodina
Satiah se narodila jako dcera královské ošetřovatelky Ipu. Je možné, že jejím otcem byl úředník Ahmose Pen-Nekhebet. Není známo, zda měla Satiah děti, je však pravděpodobné, že jejím synem byl princ Amenemhat, nejstarší syn Thutmose III., který zemřel v 35. roce otcovy vlády. Satiah zemřela během 24. roku manželovy vlády a Thutmosovou další Velkou královskou manželkou se stala Merytre-Hatšepsut.

## Život
Saiah nosila tyto tituly: Králova manželka, Velká královská manželka a Božská manželka.
Královna je zobrazena na několika místech. V Abydosu na textu její matky, ve chrámu Montu v El-Tod je její socha, a na pilíři v hrobce KV34 spolu s Thutmosem III., jeho další ženou Merytre-Hatšepsut a Nebtu a jeho dcerou Nefertari. Satiah je také zobrazena na reliéfu v Karnaku.